# Kathryn Mullan
Kathryn (Katie) Mullan (Coleraine (Noord-Ierland), 7 april 1994) is een Ierse hockeyspeler.
Mullan begon op haar twaalfde met hockeyen. In augustus 2012 speelde ze haar eerste interland (tegen Wales). In 2018 speelt ze voor UCD Ladies Hockey Club. Eerder kwam ze uit voor Coleraine Ladies HC en Ballymoney HC. Ze nam deel aan de Olympische Jeugdzomerspelen 2010.
Mullan maakte deel uit van het team dat tijdens het wereldkampioenschap van 2018 beslag legde op de zilveren medaille. Zij was tevens captain van dat team.